# Colloblast
Een colloblast is een celtype dat voorkomt bij ribkwallen. Ze zijn wijdverspreid in de tentakels van de dieren en worden gebruikt om prooien te vangen. Colloblasten bestaan uit een opgerolde, spiraalvormige gloeidraad die ingebed zijn met een korrelvormige koepel in de epidermis. Bij contact met deze korrels met een prooi, "breken" deze korrels en laten ze zo een klevende stof achter op de prooi. De spiraalvormige gloeidraad absorbeert de impact van de breuk om te voorkomen dat de prooi kan ontsnappen. Colloblasten zijn te vinden in alle ribkwallen met uitzondering van de orde der Beroida, die tentakels missen, en de soort Haeckelia rubra, die de cnidocytes gebruikt van een neteldier. Echter, in tegenstelling tot de cnidocytes, die de cellen van de prooi vergiftigen en steken, houden colloblasten de prooi vast.
Colloblasten werden voor het eerst waargenomen in 1844.